# 15th P
『15th P』（フィフティーンス・ピー）は、2012年2月29日にキューンレコードから発売された、日本のロックバンド、POLYSICSのデビュー15周年を記念したスタジオ・アルバム。

## 概要
- 1997年3月4日のライブデビューより数えて15周年記念の企画盤であり、15枚目のオリジナルアルバムである[1]。バンドとしては発売日に前後して15周年、そしてライブ1000本達成など各種記念が重なった時期であった。
- 完全生産限定盤、初回生産限定盤、通常盤の3形態で発売。初回限定版には、2008年以降の未商品化映像を含むミュージックビデオを収録したDVDが付属する。完全生産限定盤は、初回生産限定盤のディスク構成に加え、メンバー歴代ユニフォームの「P」マークバッジを模ったピンバッジ(10種類)が付属する。
- 1曲目「Buggie Technica 2012」は再録であり、4度目の収録[2]となる(1回目：コンピレーションアルバム「東京NEWWAVE OF NEWWAVE '98」、2回目：アルバム「1st P」、3回目：ベストアルバム「POLYSICS OR DIE!!!!」)。スタジオ録音音源では曲中ヴォコーダーで初めてヤノの名前が呼ばれた。また、曲名スペルも今までの「BUGGIE TECHINICA」から、「Buggie Technica」と多少変更された。
- 2曲目「ありがTOISU!」は、今までにリリースされた曲の中で61曲をセルフマッシュアップしたものである[3]。歌詞、シーケンス、ギターパートなどの素材を細分化し、細かく繋ぎあわせて作られており、ボーカルは新録である。
- 3曲目「Mix Juice」は初挑戦となるラップに挑戦している[1]。ライブで演奏する際は橋本絵莉子のパートはハヤシがヴォコーダーを介して歌う。
- 4曲目「ムチとホース」の競馬実況は架空のものであり、宇野和男が担当している。ちなみにメンバー自身は競馬は一切行わない[1]。
- 5曲目「明るい生活」は、徳井がスタジオに来た際にその場で歌詞を考えたという[1]。ライブで演奏する際は、徳井のパートはヤノが担当する。
- 6曲目「友達ケチャ」には総勢67人ものアーティストが参加している[3]。夏フェスで、ハヤシがレコーダーを持って各アーティストに直接録音してもらったという[2]。
- 7曲目「MECHA-MANIA BOY」はハヤシの憧れであるディーヴォのマーク・マザーズボーとのコラボレーションである。2008年のディーヴォ来日公演の前座として出演し共演を果たしたが、共演の次はコラボレーションを行いたいと思い、オファーに至ったという。曲自体はボリビアでシングルカットされたEP盤のB面に収録されていたもので、CD化も1997年に「ニュー・トラディショナリスツ」が海外で再発される際にひっそりと収録されていたのみの入手困難でコアな曲であるが、曲の決定自体はハヤシが直感で決めたという[1]。
- 8曲目「1.2.ダー!」は、フミ、小島麻由美、ユウの各々が全てのパートを歌唱したバージョンが存在し、配信限定でリリースされている。
- 9曲目「783640」はハヤシが好きな筋肉少女帯のサポートメンバーでもある三柴が参加しているが、レコーディングの際はヴァイキング・メタルについて熱く語っていたという[1]。

## 収録曲

### CD
| #         | タイトル                                     | 作詞                                 | 作曲                                 | 時間  |
| --------- | -------------------------------------------- | ------------------------------------ | ------------------------------------ | ----- |
| 1.        | 「Buggie Technica 2012」                     | Hiroyuki Hayashi                     | Hiroyuki Hayashi                     | 2:46  |
| 2.        | 「ありがTOISU!」                             | Hiroyuki Hayashi/Fumi                | Hiroyuki Hayashi/Fumi                | 4:50  |
| 3.        | 「Mix Juice」(feat. TAKUMA、橋本絵莉子)      | Hiroyuki Hayashi/Fumi/TAKUMA         | Hiroyuki Hayashi                     | 4:08  |
| 4.        | 「ムチとホース」                             | Hiroyuki Hayashi/Fumi                | Hiroyuki Hayashi/Fumi                | 3:32  |
| 5.        | 「明るい生活」(feat. 徳井義実)               | Hiroyuki Hayashi/Yoshimi Tokui       | Hiroyuki Hayashi/Fumi                | 2:22  |
| 6.        | 「友達ケチャ」(feat. 友達)                   |                                      | Hiroyuki Hayashi                     | 1:35  |
| 7.        | 「MECHA-MANIA BOY」(feat. Mark Mothersbaugh) | Mark Mothersbaugh / Gerald V. Casale | Mark Mothersbaugh / Gerald V. Casale | 2:44  |
| 8.        | 「1.2.ダー!」(feat. 小島麻由美、ユウ)        | Hiroyuki Hayashi/Fumi                | Hiroyuki Hayashi/Fumi                | 2:46  |
| 9.        | 「783640 (ナヤミムヨウ)」(feat. 三柴理)      | Fumi                                 | Hiroyuki Hayashi/Fumi                | 3:18  |
| 合計時間: | 合計時間:                                    | 合計時間:                            | 合計時間:                            | 28:05 |

### 初回生産限定盤DVD
2008年以降発表のミュージックビデオを中心に収録。「カジャカジャグー」は2003年に発表された映像(アルバム「National P」のCD EXTRAに収録)であるが、初DVD化となった。副音声も収録されており、副音声1はハヤシとフミ、副音声2はヤノが担当している。
| #  | タイトル                                 | 作詞 | 作曲・編曲 |
| -- | ---------------------------------------- | ---- | ---------- |
| 1. | 「Rocket」(ミュージックビデオ)           |      |            |
| 2. | 「Pretty Good」(ミュージックビデオ)      |      |            |
| 3. | 「Moog is Love」(ミュージックビデオ)     |      |            |
| 4. | 「Shout Aloud!」(ミュージックビデオ)     |      |            |
| 5. | 「Young OH! OH!」(ミュージックビデオ)    |      |            |
| 6. | 「How are you?」(ミュージックビデオ)     |      |            |
| 7. | 「Let's ダバダバ」(ミュージックビデオ)   |      |            |
| 8. | 「カジャカジャグー」(ミュージックビデオ) |      |            |

## 「友達ケチャ」参加アーティスト
ブックレットでの表記に基づく。
- 後藤正文(ASIAN KUNG-FU GENERATION)
- 木下理樹(ART-SCHOOL)
- 菅原卓郎 / 滝善充 / 中村和彦 / かみじょうちひろ(9mm Parabellum Bullet)
- cp(group_inou)
- 栗本ヒロコ(毛皮のマリーズ)
- 山口一郎(サカナクション)
- 浜野謙太(SAKEROCK)
- 木内泰史 / 近藤洋一 / 山口隆(サンボマスター)
- 水野雅昭(SPANK PAGE)
- 石毛輝 / 岡本伸明 / 長島涼平 / 松本誠治(the telephones)
- ウエノコウジ / 細美武士 / masasucks(the HIATUS)
- 菅波栄純 / 岡峰光舟 / 松田晋二(THE BACK HORN)
- 山中さわお(the pillows)
- 磯部寛之 / 川上洋平(［Champagne］)
- TAKUMA / NAOKI(10-FEET)
- 大森はじめ / 加藤隆志 / 北原雅彦 / 茂木欣一(東京スカパラダイスオーケストラ)
- 増子直純(怒髪天)
- ハナレグミ
- 川崎"フィリポ"裕利 / 斉藤祐樹 / 佐藤"コテイスイ"康一 / 須藤寿(髭)
- 安部コウセイ / 伊東真一(HINTO)
- 柿沼広也 / 金井政人 / 東出真緒 / 安井英人 / リアド偉武(BIGMAMA)
- 鈴木圭介 / 竹安堅一 / ミスター小西(フラワーカンパニーズ)
- TGMX aka SYUTA-LOW TAGAMI(FRONTIER BACKYARD)
- 小出祐介(Base Ball Bear)
- アヒト・イナザワ(VOLA & THE ORIENTAL MACHINE)
- 雅-MIYAVI-
- 武井靖典 / 藤田勇(MO'SOME TONEBENDER)
- 桃野陽介(MONOBRIGHT)
- 井澤惇(LITE)
- レキシ
- 會田茂一
- 磯部正文
- うつみようこ
- 奥田民生
- クハラカズユキ
- スマイリー原島
- 田渕ひさ子
- ヒダカトオル
- 松田岳二